# Siergiej Manuchin
Siergiej Siergiejewicz Manuchin (ur. 27 września 1856, zm. 17 kwietnia 1922) – rosyjski działacz państwowy, minister sprawiedliwości Imperium Rosyjskiego.
Ukończył studia prawnicze na Uniwersytecie Petersburskim, po czym podjął pracę w ministerstwie sprawiedliwości. W latach 1895–1901 był w nim dyrektorem I wydziału. 1 stycznia 1901 został mianowany wiceministrem sprawiedliwości. Rok później, zachowując dotychczasowe stanowisko, został senatorem. Od stycznia do grudnia 1905 był ministrem sprawiedliwości. Sprzeciwiał się stosowaniu surowych represji wobec uczestników ruchu rewolucyjnego. Po dymisji ze stanowiska przeszedł do Rady Państwa z zachowaniem tytułu senatora. W 1912 prowadził na polecenie cara Mikołaja II śledztwo w sprawie krwawego stłumienia strajku górników nad Leną. Od czerwca 1914 do lipca 1915 był p.o. wiceprzewodniczącego Rady Państwa. W 1915 uzyskał rangę rzeczywistego radcy stanu.
Po rewolucji październikowej pracował w narodowym komisariacie finansów jako doradca prawny. W lipcu 1921 został oskarżony w tzw. sprawie Tagancewa i skazany na dwa lata prac przymusowych. W październiku tego samego roku został zwolniony z powodu ciężkiej choroby, wkrótce później zmarł.